# III. Lipót osztrák herceg
III. Lipót (Bécs, 1351. november 1. – Sempach, 1386. július 9.) osztrák uralkodó herceg (1365–1379), stájer és karintiai herceg (1365–1386).

## Élete
Bécsben született II. Albert legkisebb fiaként, IV. Rudolf, V. Frigyes és III. Albert öccseként. Először Tirol kormányzója lett, majd Rudolf halála után Alberttel együtt kormányozta az ausztriai Habsburg-birtokokat. Az 1379. november 9-i neubergi egyezmény értelmében Belső-Ausztria, a Bécsi-erdő, Gorizia, Friuli, Tirol és Felső-Ausztria ura lett. 1368-ban megszerezte Freiburgot, 1375-ben Feldkirchet és 1382-ben Triesztet is.
A Svájc és Svábföld feletti uralmi törekvései meghiúsultak, amikor elesett a sempachi csatában 1386-ban.

## Család és gyerekek
1365. február 23-án házasodott össze Viridis Viscontival (1350–1414), Barnabò Visconti, Milánó hercegének lányával. Hat gyermekük született.
1. Vilmos
2. IV. Lipót
3. Ernő
4. IV. Frigyes
5. Erzsébet (1378 – 1392)
6. Katalin (1385 – ?) Szent Klára apácája Bécsben.